# Puppa Lëk Sèn
 (octobre 2024).
La mise en forme du texte ne suit pas les recommandations de Wikipédia : il faut le « wikifier ».
Les points d'amélioration suivants sont les cas les plus fréquents. Le détail des points à revoir est peut-être précisé sur la page de discussion.
- Les titres sont pré-formatés par le logiciel. Ils ne sont ni en capitales, ni en gras.
- Le texte ne doit pas être écrit en capitales (les noms de famille non plus), ni en gras, ni en italique, ni en « petit »…
- Le gras n'est utilisé que pour surligner le titre de l'article dans l'introduction, une seule fois.
- L'italique est rarement utilisé : mots en langue étrangère, titres d'œuvres, noms de bateaux, etc.
- Les citations ne sont pas en italique mais en corps de texte normal. Elles sont entourées par des guillemets français : « et ».
- Les listes à puces sont à éviter, des paragraphes rédigés étant largement préférés. Les tableaux sont à réserver à la présentation de données structurées (résultats, etc.).
- Les appels de note de bas de page (petits chiffres en exposant, introduits par l'outil «  Source ») sont à placer entre la fin de phrase et le point final[comme ça].
- Les liens internes (vers d'autres articles de Wikipédia) sont à choisir avec parcimonie. Créez des liens vers des articles approfondissant le sujet. Les termes génériques sans rapport avec le sujet sont à éviter, ainsi que les répétitions de liens vers un même terme.
- Les liens externes sont à placer uniquement dans une section « Liens externes », à la fin de l'article. Ces liens sont à choisir avec parcimonie suivant les règles définies. Si un lien sert de source à l'article, son insertion dans le texte est à faire par les notes de bas de page.
- La présentation des références doit suivre les conventions bibliographiques. Il est recommandé d'utiliser les modèles {{Ouvrage}}, {{Chapitre}}, {{Article}}, {{Lien web}} et/ou {{Bibliographie}}. Le mode d'édition visuel peut mettre en forme automatiquement les références.
- Insérer une infobox (cadre d'informations à droite) n'est pas obligatoire pour parachever la mise en page.

Pour une aide détaillée, merci de consulter Aide:Wikification.
Si vous pensez que ces points ont été résolus, vous pouvez retirer ce bandeau et améliorer la mise en forme d'un autre article.
 (octobre 2024).
Lëk Sèn est un musicien de Reggae sénégalais contemporain reconnu internationalement. Décrit par France Culture comme « Authentique, avec la force et le mystère du désert blues africain », Lëk Sèn n’a cessé de surprendre et de conquérir le monde de la musique.

## Présentation
Natif de Ngor, village de pêcheurs au Sénégal, Lëk Sèn est un auteur-compositeur, arrangeur, guitariste et chanteur ayant produit de nombreux titres à succès comme “Ndobine” et “Manay” (Feat Clinton Fearon), “Hungry Lion” ou encore “Pirates” (Feat Cédric Myton)…

## Carrière
Le premier album de Lëk Sèn au sein du groupe SSK l’amène en finale du prestigieux Prix Découverte RFI en 2007. Mais son véritable envol artistique commence en 2010, lorsqu'il décide de tracer sa propre route en tant qu’artiste solo. Il entame alors une carrière solo qui le mène de son Sénégal natal à Paris. Là, son univers artistique se métamorphose. Si ses débuts rappelaient les vibrations du hip-hop, Lëk Sèn s’aventure rapidement vers la folk et le reggae, des genres où il trouve une nouvelle résonance.
La même année, il sort *Burn*, son premier album solo, sous le label Makasound. Ce projet, soutenu par France Inter, reflète sa capacité à fusionner des sons et des cultures. Des collaborations prestigieuses enrichissent cet album, telles que celles avec Boubacar Dembélé (Amadou & Mariam) puis Kiddus I, la légende du reggae jamaïcain. Le titre « Rebel Blues » marque un tournant dans sa carrière en étant sélectionné pour la bande originale du thriller hollywoodien *Safe House*, avec Denzel Washington et Ryan Reynolds.
Lëk Sèn enchaîne en 2013 avec son deuxième album, *Tomorrow*, un subtil mélange de reggae, folk et blues, produit par Chapter Two. Cet opus fait la part belle aux collaborations internationales, avec des artistes comme Clinton Fearon, ancienne figure des Gladiators, Blitz the Ambassador, Harrison Stafford du groupe américain Groundation et la chanteuse sénégalaise Julia Sarr. Chaque morceau reflète la richesse de ses influences et sa volonté de partager des messages puissants à travers des mélodies universelles.
Décrit par France Culture comme « authentique, avec la force et le mystère du désert blues africain », Lëk Sèn n’a cessé de surprendre et de conquérir le monde de la musique. Avec sa voix éraillée et ses compositions acoustiques, il crée un pont entre la modernité et la tradition. Sa carrière est jalonnée de succès : son album *Tomorrow* a été élu deuxième meilleur album de reggae africain en 2014.
Puis sous le nom de Puppa Lëk Sèn, il continue d’explorer les multiples facettes de la musique avec son label indépendant, Jahsen Creation, où il fusionne reggae, dancehall, Urban blues et Afro-folk. Grand créateur, depuis 2013, il a produit 4 albums *Jaam dong*, *Sweet & Tuff*, *Kanasou*, *Lion of Teranga*, *I roots*, 5 EPs et 4 Singles. En 2014 il voit son album « Jaam dong » : Classé « Meilleur Album 2014 » par Reggaeville (Allemagne), le titre « Kayaman » remporte le « Prix du public » organisé par Irie Magazine (États-Unis), puis son album *Sweet & Tuff* remporte le titre d'album de l’année 2015 par Reggaeville.
En 2022, avec sept albums et cinq EP, Lëk Sèn s’impose comme une figure incontournable de la scène internationale. Sa musique, profondément enracinée dans les réalités humaines de l’Afrique, résonne comme un appel à la liberté et à l’union. Sur scène, il dégage une énergie magnétique qui transcende les générations. Sa voix puissante évoque les vastes étendus du désert africain, et son engagement rappelle celui d'une génération africaine éveillée, en quête de changement.
Lëk Sèn est bien plus qu’un musicien. Il est une voix singulière qui émerge du cœur battant de l’Afrique, la voix d’une Afrique consciente, une perle rare que le monde a désormais découverte.
En 2023, il revient sous son premier nom d'artiste "Lëk Sèn" et continu de produire sa musique sous son label indépendant "Jahsen Creation"...

## Succès
Ses albums produits ne sont pas restés sans succès car est suivi grâce à son album de 2010 par France INTER. Celui-ci fait un hit dans les médias européens tels que BBC, RFI et Mondomix. Avec celui de 2014, Jaam Dong, il gagne le deuxième prix aux Victoires du reggae en France dans la catégorie album reggae africain de l'année. Il a été, auparavant, en 2007, sélectionné avec son groupe SSK à la finale du Prix découverte RFI.
2015 « SWEET & TUFF » : Classé ALBUM DE L'ANNÉE par Reggaeville (Allemagne) et VICTORIES DU REGGAE par Reggae.fr (France) 
2014 « JAAM DONG » : Classé « MEILLEUR ALBUM 2014 » par Reggaeville (Allemagne), Le titre « Kayaman » remporte le « PRIX DU PUBLIC » organisé par Irie Magazine (États-Unis),
2013 « TOMORROW » : Classé 2d aux Victoires du Reggae 2014, catégorie “ALBUM REGGAE AFRICAIN DE L'ANNÉE" par Reggae.fr (France)
2010 « BURN » : RÉVÉLÉ PAR FRANCE INTER. Le Titre "Rebel Blues" a été diffusé dans "Safe House" un film avec Denzel Washington en 2012,
2007 « JOK BALA NACC » : Aux FINALES RFI 2007. Le titre « Dance All » a été retenu pour une publicité avec Usain Bolt en 2010.

## Featurings
Cedric Myton (The Congos) - Clinton Fearon - Kiddus I - Blitz The Ambassador and Harrisson Stafford (Groundation) - Ilements - Meta Dia - Boubacar Dembélé (Amadou et Mariam) - Jeff Kellner - Mehdi Haddad

## Philosophie de l'artiste
Lëk Sèn s’impose comme une figure incontournable de la scène internationale. Sa musique, profondément enracinée dans les réalités humaines de l’Afrique, résonne comme un appel à la liberté et à l’union. Sur scène, il dégage une énergie magnétique qui transcende les générations. Sa voix puissante évoque les vastes étendus du désert africain, et son engagement rappelle celui d'une génération africaine éveillée, en quête de changement.
L'artiste est resté fidèle à la dénomination de son village natal "Ngor" qui signifie dignité en wolof. En effet, de ce principe lébou, il en a fait principe personnel pour répondre aux valeurs ancestrales. Adoptant un style engagé, sa pensée philosophique se réclame d'érudits qui ont lutté pour la restauration de la dignité noire. Il est ainsi très inspiré par Marcus Garvey, Haïlé Sélassié Ier (Empereur Tafari Makonnen) et Bob Marley, entre autres. Cela s'est reflété dans les titres de ses albums et sons qui renferment des messages d'appel à la dignité africaine, à l'ancrage et la fierté des valeurs du continent, comme l'illustre son single Lift up your head sorti en 2015.
L'artiste s'est aussi lancé dans la promotion de la musique au Sénégal, en produisant deux compilations "Du Dem Riddim" rassemblant de nombreux artistes Reggae du Sénégal par le biais de son association Jahsen Creation.
En 2018, Lëk Sèn créé le style "Kanasou", un style de musique qui mêle le dancehall, le reggae et l'afro-beat, qu'il représente dans "Kanasou" et "KZ-Beat".

## Discographie
https://orcd.co/leksen-discography
2024 COKËLIKO (Single)
2023 KI KAN LA (Single)
2022 ENERGIE (Ep)
2022 I ROOTS, ALL YOU CAN DO (Ep) 
2021 SUKUMAKA (Ep)
2020 LION OF TERANGA, NANOOY (Ep), KZ -BEAT (Ep) 
2018 KANASOU
2016 SWEET & TUFF
2015 SILMAKHA (Single) - LIFT UP YOUR HEAD (Single)
2014 JAAM DONG 
2013 TOMORROW
2010 BURN